# Gozdna železnica pri Predmeji
Gozdna železnica pri Predmeji je bila prometna pot za prevoz lesa iz Trnovskega gozda do parne žage 8 km zahodno od Predmeje.
Prva svetovna vojna in bližina Soške fronte sta zahtevali velike količine rezanega lesa. Zato so na gozdni planoti Smrečje, okoli 8 km zahodno od Premeje zgradili parno žago. Za dovoz lesa do žage so v Trnovskem gozdu postavili okoli 2 km dolgo gozdno železnico.
Sama proga je bila izdelana iz prej napravljenih tirnih elementov in tovornih vagončkov po standardih avstro-ogrske vojske, ki so jih tedaj izdelovali v velikih količinah. Tirna širina  je bila 60 cm. Tirna polja pa dolžine 5 m. Lahke tirnice so bile pritrjene na jeklene pragove, kretnice pa so bile tako imenovane »kretnice ciganskega tipa« (s premičnim tirom brez jezička).
Vagončki za prevoz lesa so bili standardni vagončki za takratne ozkotirne proge z lesenim okvirjem in enostransko delujočo zavoro na vreteno. Zaradi varovanja pred iztirjenjem so imela kolesa dvojne sledilne vence. Vagončke so med seboj spenjali z verigami. Za vleko pa so uporabljali konje.  